# Gegants de Castellterçol
Els gegants de Castellterçol són una parella de gegants anomenats Griselda i Tallaferro que formen part del seguici festiu de la vila, portats per la Colla Gegantera. S'acompanyen dels sis Nans de Castellterçol. Uns i altres daten de 1954.

## Història
Sembla que per la Festa Major de Castellterçol de l'any 1903 hi van assistir els desapareguts gegants centenaris de Moià acompanyats de l'orquestra a la Casa de la Caritat Barcelonina amb el desig de tenir-ne uns de propis, va ser l'any 1954 que alguns vilatans es van proposar que es fes realitat. Amb una primera aportació econòmica dels veïns Marià Closa i Mainou per a costejar uns gegants, de Lluís Casacuberta i Josep Lluch per als capgrossos, i amb les gestions i la decisió de Joan Sagalés, juntament amb Ramon Espelt i l'alcalde Prudenci Ribó, se n'inicià la construcció.
Foren encarregats a Alexandre Cirici i Pellicer, que els construí al taller de l'empresa Zen, de Barcelona, mentre que l'escultor Julià Riu i Serra en feu els caps escultòrics. S'estrenaren per la Festa Major d'aquell any, el 28 d'agost de 1954.  
En la seva creació es pretenia que fossin símbols populars i peces originals, i que les dimensions i la lleugeresa s'ajustessin a l'estretor o desnivell d'algun carrer de la població. El romànic català fou la inspiració d'aquestes figures. Així, la geganta vol recordar les verges prudents de les Pintures de Pedret, al Berguedà, i el gegant, que porta una espasa i un llibre de lleis, la Majestat de Caldes o potser la Majestat Batlló, de la Garrotxa. Els noms dels gegants són fruit de diverses converses entre el coreògraf Manuel Cubeles, que aleshores assessorava l'Esbart Rosa d'Abril de Castellterçol, i altres membres de l'Agrupació Folklòrica Parroquial: inspirant-se en el poema Canigó, de Jacint Verdaguer, determinaren anomenar-los Griselda i Tallaferro. Segons el díptic editat amb motiu de la diada, escrit pel seu creador, aquests personatges representen l'època en què el nostre país va ésser fundat, i són  la personificació de la Força i de la Gràcia. La Força duu els colors del paisatge de la terra, els seus atributs són l'espasa i la llei [...], la Gràcia es vesteix dels colors del cel: el blau del dia, el negre de la nit, la claror del sol i de la lluna. Duu l'almorratxa perquè la Gràcia és allò que perfuma la vida.
El mestre Joaquim Serra, resident aleshores a la població, va compondre la sardana Els gegants de Castellterçol, que dedicà a Marià Closa i va ser ballada el dia de l'estrena per tots els assistents a la plaça de Prat de la Riba; esdevingué el ball propi dels gegants i els capgrossos de la localitat.

## Rèpliques i restauracions
L'any 2004, amb motiu del cinquantenari dels gegants, se’n van fer unes rèpliques, que construí Jordi Grau, del Taller Drac Petit, de Terrassa. En els gegants originals, els peus eren de ferro, el cos de vímet i el material dels caps i de les mans, de pasta de paper, la qual cosa, segons la colla gegantera, els permet un ball més airós. Els nous tenen els peus de fusta i la resta de l'estructura és de cartó-pedra, se n'ha pogut reduir el pes i l'alçada i les figures són una mica més lleugeres. Així doncs, Castellterçol té actualment dues parelles de gegants iguals.
El 2015 els gegants vells van estrenar vestits, idèntics als originals.
El juiol del 2023 es van estrenar còpies dels sis nans, construits pel taller Casserras de Solsona. L'objectiu d'aquestes còpies és per preservar els nans origials, que igual que els gegants, només surten a la festivitat de la Festa Major de Castellterçol i en ocasions especials.

## Els nans
Respecte als capgrossos, Cirici i Pellicer els va dissenyar perquè, de manera grotesca, ens representessin a nosaltres, la gent que vivim sobre aquest país i, per parelles antagòniques, mostressin la psicologia humana. Hi ha els dos «ètics», que simbolitzen l'acció; els dos «estètics», que simbolitzen la sensibilitat; i els «dialèctics», que responen al pensament. De cada un dels tres tipus n'hi ha un de bo i un altre de dolent: dels ètics, l'Enamorat i el Colèric; dels estètics, el Poeta i el Concupiscent; i dels dialèctics, el Savi i el Sofista.
Per a la construcció d'alguns d'aquests capgrossos Alexandre Cirici es basà en personatges reals: per al Poeta, en Jaume Picas; per al Sofista, en Miguel de Unamuno; i per al Savi, en Eugeni d'Ors.

## La colla gegantera
Quan van sortir per primera vegada, els gegants i capgrossos de Castellterçol no tenien portadors i van haver de recórrer als de Moià. Des dels anys vuitanta surten amb la Colla Gegantera de Castellterçol, creada ja formalment el 17 de març de 1994 amb l'objectiu de portar els gegants per la Festa Major, participar en les cercaviles organitzades per altres municipis que després puguin tornar la visita, o fomentar qualsevol altra activitat gegantera.
El Ball de gegants i capgrossos només es pot veure una vegada l'any, i a la plaça Vella de Castellterçol. Es fa sempre dissabte a la tarda, abans del pregó de Festa Major –que s'escau l'últim cap de setmana d'agost– i és un dels actes tradicionals del programa. Es tracta d'una coreografia senzilla però única, al ritme de la sardana creada per Joaquim Serra. La Corredissa es fa dimarts a la nit i és un dels últims actes de Festa Major. Els geganters més forts i valents fan correr la Griselda i el Tallaferro pels carrers del nucli antic, tan aviat drets com ajaguts, a una velocitat sempre espectacular.
Gegants i nans han ballat, portats per la Colla, per tot el territori de Catalunya i d'arreuː a les terres de Múrcia i Logronyo, les Balears, Saumur i Vilafranca de Conflent (a França), Faedis (a Itàlia), municipi agermanat amb Castellterçol, o Torrejón de Ardoz (Madrid). Igualment la Colla va organitzar la celebració dels 40 anys, l'any 1994, amb l'exposició Els nostres gegants i una cercavila amb un gran nombre de colles convidades. I també ha dinamitzat la participació dels gegants a la festa, amb diverses activitats, com ara la cercavila nocturna i esbojarrada –la Corredissa– que se celebra des de 1997. El juliol de 2009 van ser padrins dels gegants de Monistrol de Calders, en Llúpol i la Rabassola.
A l'abril de 2019 es va celebrar a Castellterçol l'Fira del Món Geganter, que va omplir el poble amb els components de 22 colles d'arreu del país que mantenen viva aquesta tradició popular incloent com a convidats d'Honor la mulassa, gegants i cavallets de Sant Feliu de Pallerols. Un dels actes més celebrats de la fira va ser l'espectacle "Som d'on venim" on acompanyats del caprgròs del Ramón Paré i els sis nans es feia un passeig per la hsitòria i festes tradicionals de la Vila cocnluent l'espectacle amb la realització del primer Ball del Ciri interpretat pels gegants de Campdevànol, Rubí, Arenys de Mar i Castellterçol, ballats per membres de les respectives colles.